# Калино (Чусовской городской округ)
Ка́лино — посёлок городского типа в Пермском крае России. Входит в Чусовской городской округ. Железнодорожный узел, начало Западно-Уральского направления (Калино — Кузино — Дружинино — Бердяуш).
Статус посёлка городского типа — с 1943 года. Административно подчинён городу Чусовой.
Посёлок с 2004 до 2019 гг. являлся центром Калинского сельского поселения Чусовского муниципального района.

## Население
| 1959  | 1970  | 1979  | 1989  | 2002  | 2006  | 2007  | 2009  | 2010  |
| ----- | ----- | ----- | ----- | ----- | ----- | ----- | ----- | ----- |
| 6728  | ↘5483 | ↘4450 | ↘3304 | ↘2536 | ↘2400 | →2400 | ↗2426 | ↘2136 |
| 2012  | 2013  | 2014  | 2015  | 2016  | 2017  | 2018  | 2019  | 2020  |
| ↗2169 | ↘2148 | ↘2133 | ↗2143 | ↘2120 | ↘2070 | ↘2049 | ↘2012 | ↘1980 |
| 2021  | 2023  |       |       |       |       |       |       |       |
| ↘1689 | ↘1600 |       |       |       |       |       |       |       |

## История
Раньше на месте поселка Калино были леса и сенокосные угодья, ими пользовались крестьяне близлежащих деревень. В 1890 году в Лысьве был построен чугунный завод, там выплавляли чугун. Руду для завода привозили по реке Чусовой на баржах до Усть-Долгой, а там перегружали на лошадей и везли по тракту, которой был построен графом Шуваловым в это же время. Ему же принадлежал и Лысьвенский завод. Чугун из Лысьвы переплавлялся на Чусовской металлургический завод.
В 1852 году около тракта среди своих сенокосных угодий Василий Куприянович Недорезов построил первый дом. Приехал он из деревни Игошево. Дом построил двухэтажный, каменный. У Недорезова были свои выгоды, земли очень много, хлеба можно сеять сколько угодно, дом может быть постоялым двором. Он стал разрабатывать землю и осваивать её. Вскоре он поставил дом своему сыну, на другой стороне тракта. Потом сюда приехал Михайло Евсеевич Недорезов. В 1860 году он поставил себе мельницу на реке Новиковка. Образовался большой пруд по долине Серебрянки вплоть до улицы Октябрьская. На мельницу приезжали молоть зерно крестьяне из окрестных деревень. Мельником у Недорезова был Зеленин. Так образовалась деревня Новиковка.
В 1860 году был построен кордон. В это время активно развивается промышленность в России и на Урале. Это было время после отмены крепостного права. Уральские заводы играли значительную роль в экономике России. В Кизеле начали осваивать угольный бассейн, металлургия развивается в г. Чусовой, ей не хватает древесного угля, который делали тоже в г. Чусовой, жжение древесного угля – процесс очень трудоемкий и долгий. Необходим был кокс, а в Кизеле обнаружены коксующиеся угли. Доставлять кокс, руду, чугунные чушки приходилось на лошадях, летом на баржах. Требовалось железнодорожное сообщение. И вот в 1874 году началось строительство железной дороги.
Методы строительства были довольно примитивными, грунт для насыпи возили в вагонах, запряженных лошадьми. И в 1878 году строительство железной дороги было закончено. Она была названа «Уральская горно – заводская железная дорога». Это потому, что проходила она через уральские горные заводы: Чусовской, Гора Благодать, Нижний Тагил, Невьянск. Эта дорога соединяла два крупных города Пермь и Екатеринбург (Свердловск), от Чусовой шла ветка Кизел. По этой железной дороге (горно-заводской) руду из Горы Благодать везли в Н.Тагил, в Пашию, в Чусовой, а выплавленный чугун и прокат отвозили в Левшино, откуда сплавляли на баржах по Каме и по Волге в Н.Новгород на ярмарку.
В д. Новиковка была построена небольшая станция,  на том же месте, где она стоит сейчас. Станция называлась Лысьвенская. К концу 1890 года была построена  Велико – Сибирская железная дорога Челябинск-Владивосток.
В деревне Новиковка началось производство кирпича, его использовали для нужд Лысьвенского завода, кирпич делали у речки Серебрянка. Делали его вручную, но вручную невозможно было приготовить большое количество, а его необходимо было много. В связи с этим началось строительство кирпичного завода, строили его немцы-братья Штарки, принадлежал завод графу Шувалову. Сначала делали огнеупорный кирпич для металлургических заводов. На этом заводе занимались и гончарным делом. В 1895 году строительство кирпичного завода было закончено. Завод был деревянный, строения и заборы были украшены резьбой по дереву, все это имело довольно красивый вид.
В 1900 году начали ходить пассажирские поезда от Перми до Челябинска (почтово-пассажирские № 3 и № 4, товарно-пассажирские № 21 и № 22). Тогда ещё не было дороги от Перми до Вятки (Кирова) и поэтому зимой в Москву из Перми попасть было очень трудно. Приходилось ехать через Челябинск и Самару, а летом водным транспортом через Нижний Новгород.
В 1900 году была построена дорога до Вятки, и вся горнозаводская железная дорога была передана государству. Называть её стали Пермь-Котласской, несмотря на то, что она соединяла Вятку и Челябинск. Железные дороги все строились, а до Лысьвы все возили на лошадях по тракту. Железная дорога до Лысьвы была необходима, и к 1901 году она была построена. В этом 1901 году начали строить заводскую трубу, закончили в 1904 году. Кирпичи на заводе штамповали вручную, обжиг его производили в крупных горновых печах. Вместимость одной такой печи составила 14 тысяч кирпичей, всего было 12 печей. Труд на заводе был тяжелым, о механизации и не думали. Заработная плата мужчин составляла 15 рублей в месяц, а женщин 7,5 рублей. Работали по 12 часов в день.
В 1903 году школу из дома Морозовых перевели в деревянное здание (позднее в нём находился интернат). В школе было три класса. Дом этот был построен Жуковым.
В 1905 году, когда в России началась революция, в Новиковке на кирпичном заводе началась забастовка. Рабочие требовали повышения заработной платы. Забастовка закончилась успешно, мужчинам зарплата увеличена на 10 копеек в день а женщинам на 5 копеек. В это время открылась первая лавка, хозяином её был Степан Семенович Южаков. Лавка находилась в деревянном доме, который стоял на месте детского сада (против школы). В это же время начала работать первая пекарня. В 1909 году открылась ещё одна лавка Бажутина и пекарня Злыднева. В 1911 году появилась первая водокачка, где воду качали вручную.
Первые сведения о школе на станции Калино (бывшая ст. Лысьва) появились в 1908 году. В «Списке населенных мест Пермского уезда» за 1908 год значится земская школа на станции Лысьва в Калино-Камасинской волости Пермского уезда. (ГАПО. Фонд печатных изданий. №736. С. 48)
В 1935 году на станции Калино была построена начальная школа № 32, затем в 1939 году номер сменили на 24, и по архивным данным в это же время школа была передана в железнодорожное ведомство и стала «Неполная средняя школа № 24 Пермской железной дороги» (ГАПО. Ф. р-348. Оп.3. Д. 1346. Л.4)
Станция Лысьвенская после сдачи железнодорожной ветки к г. Лысьва, стала узловым пунктом. Такое сходство в названии вызывало путаницу и в 1913 году ст. Лысьвенская была переименована в ст. Калино (Каля – сокращенная разговорная форма русских имен: Калинник, Каллистрат, Каллист); возможна связь названия с дохристианским коми именем Каля, которое в переводе означает «Чайка».
В 1914 году началась первая мировая война. Многие мужчины ушли на фронт. Рабочих не хватало на всех участках хозяйства. Не хватало и на кирпичном заводе, и было время, когда на кирпичном заводе работали пленные австрийцы (1915-1918). В 1915 году на ККЗ была организована первичная партийная организация. Первым коммунистом был Колесов.
Революция в Калино прошла довольно мирно, власть перешла к Советам, рабочие получили участки земли. В 1912 году в Калино был даже свой клуб. Он назывался «Народный дом». В 1917 году был построен новый клуб. В школе в 1916 году был организован 4-й класс (там где стоял дом Ульяновых).
После революции началась Гражданская война. В декабре 1918 года при 40 С0 морозе белые брали ст. Калино. Дежурного по станции Исаневича засекли розгами. На станции стояло два бронепоезда белых, в школе в 1919 году подошла Красная Армия, начался бой, был обстрелян бронепоезд, он ушел со станции. Красные хотели взорвать пути, но не успели. Белые при отступлении хотели взорвать мост через Новиковку, но не успели. Под мост было заложено 6 пудов динамита. Мост не взорвали потому, что не было дано приказа, а офицера, который должен был взорвать мост, зарубили. А перестрелке было убито 4 красноармейца, им на территории завода был поставлен памятник.
В 1920 году на ст. Калино был открыт родильный дом, в этом же году было основано кладбище, а до этого людей хоронили у реки Серебрянки за пекарней или увозили в ту деревню, откуда был родом.
В 1922 году началось строительство деревянной школы (старой). Были поставлены срубы, подвезли стройматериал, но достроить не успели, начался пожар (по неосторожности с папиросой) и все сгорело. Начали строить заново. И школа была построена в 1924.
24 января 1924 года по неизвестным причинам сгорел кирпичный завод, он был деревянным, сгорел очень быстро, осталась одна труба. Сразу стали строить его из кирпича и в этом же году построили. С 1927 года вместо огнеупорного кирпича стали делать красный. Для его обжига были построены печи. Две печи вмещали по 120 тысяч кирпичей и две печи по 30 тысяч. Для сушки кирпича построили сараи. В 1926 году у Усть-Долгой существовала лесопилка, её владелец был Дмитрий Яковлевич Туев.
Рост населения начался с 1929 года. 1927-28 годы характеризовались началом коллективизации крестьянских хозяйств и наступлением на кулачество. А сюда на Урал произошел большой наплыв населения, сюда в глушь устремились люди, скрывавшиеся от коллективизации и от Советской власти. За счет их население поселка значительно возросло.
В 1931 году была построена водокачка, в 1932 году открылся железнодорожный детский сад в деревянном здании, в 1936 году начал работать медпункт.
1941…Отечественная война. Все промышленные предприятия страны стали перестраиваться для работы на нужды фронта. В это время большая ответственность легла на транспорт, фронт требовал своевременной доставки оружия и предметов необходимости. Началась электрификация железной дороги Пермь-Чусовская. Железная дорога создала своё подсобное хозяйство, а в 1943-44 годах была построена деревянная пекарня (около ж/д моста по ул. Линейная) у реки Новиковка.
В 1941 году около завода был открыт клуб деревянный. Киномехаником был Абрамов Иван Данилович, днем и вечером показывали фильмы, по выходным были танцы.
Кирпичный завод до 1948 года работал только в летнее время, сушка кирпича производилась в деревянных сараях особой конструкции, которых к 1935 году было 14. К 1948 году началась реконструкция завода, он был переведен на круглогодовую работу, тогда была построена сушильная печь Гофмана, которую в 1956 году разобрали и построили новую.
Кончилась война, страна находилась в разрухе. Плохо было с предметами первой необходимости, не хватало хлеба, за хлебом, за мукой были очереди. В 1947-48 годах была построена заводская пекарня деревянная, а новое здание кирпичное здание пекарни было построено по улице Матросова в 1954 году (сейчас там магазин «Березка»).
Заводская кирпичная баня, в ней же прачечная и жарочный шкаф, была построена в 1946 году (до этого люди мылись в небольшой бане на вокзале, сейчас там стоит водогрейка). В 1948 году построили по улице Железнодорожная брусковый дом, в нём на первом этаже отвели место под магазин (там были продовольственный, промтоварный, и сзади хлебный магазины). Расширение станции и необходимость автоматизации привели к строительству блокпоста (1949 год). В 1952 году в поселке организация ДОРСТРОЙ начала строительство кирпичных двухэтажных домов.
В 1952 году построили «Дом отдыха» для поездных бригад и открылась новая столовая для рабочих завода, тогда же был построен поселок машинистов.
В 1953 году началось расширение завода, строились кирпичные двухэтажные дома для рабочих завода, общежития. В этом же году построена новая двухэтажная каменная школа (1953).
В мае 1954 года открыл свои двери клуб им. 1 мая, которым со дня открытия долгое время руководил Абрамов Иван Данилович. Здесь же в клубе начала работать библиотека, где работала Абрамова Надежда Константиновна.
Около клуба 1 мая стояло деревянное двухэтажное здание (бывший дом Батуева Игнатия Николаевича), где работала почта, внизу был медпункт, а позднее фотография. Здесь же стояли два деревянных одноэтажных дома, где помещались две группы детского сада. Долгое время заведующей детского сада была Попова Александра Андреевна.
В 1957 году вступила в эксплуатацию новая железнодорожная баня. В 1959 году был построен кинотеатр «Заря» по типовому проекту. До этого фильмы смотрели в длинном деревянном здании по ул. Ленина против торгового магазина. Люди дружно посещали киносеансы.
Строительство продолжалось активно, в 1959 году начали строить шлакоблочные дома двухквартирные по ул. Пугачева и двухэтажный дом для рабочих электродепо. Построен «Гастроном» по ул. Переездной и новый торговый магазин.
В поселке 9 человек имеют звание «Почетный железнодорожник».
Продукцию кирпичного завода экспортировали в Португалию, Францию, Италию. Калинский хлеб пользовался спросом среди жителей всего района и за пределами его.
Сейчас поселок с населением 3010 человек, имеет промышленные объекты и учреждения: ООО «Гран», цех электросетей, цех контактной связи, МОУ «СОШ №74», МДОУ № 99, МДОУ № 63, библиотека, МУК «Калинский КДЦ», парикмахерская, магазины, офис врача общей практики, построенный в 2006 году по ПНП «Здравоохранение».